# Horní náměstí
Het Horní náměstí (Nederlands: Bovenplein en Duits: Oberring) is een plein in het stadsdeel Olomouc-město van de Tsjechische stad Olomouc. Het plein vormt samen met het aangrenzende Dolní náměstí (het Benedenplein) het natuurlijke centrum van de stad.

## Geschiedenis
Het plein is ontstaan aan het begin van de 13e eeuw met het droogmalen van een moeras. De eerste geschreven vermelding van het plein gaat terug tot het jaar 1261 toen koning Ottokar II van Bohemen toestemming gaf op het plein een markthal te bouwen. De markthal doet tegenwoordig dienst als stadhuis. In de middeleeuwen bouwden rijke stedelingen en edelen aan het plein hun huizen waardoor het plein in aanzien toenam. In de barok werden de drievuldigheidszuil en de fonteinen Herkulova kašna en Ceasarova kašna gebouwd. In 1899 werden de tramverbindingen tussen het centraal station enerzijds en de wijken Nová Ulice en Neředín over het plein aangelegd, waarna 55 jaar later de lijnen naar de naastgelegen straten zijn verplaatst. Ten tijde van de eerste republiek en kort na de Tweede Wereldoorlog droeg het plein de naam Masarykovo náměstí (het Plein van Masaryk). Onder het communistische regime droeg het plein de naam Naměstí Míru (het Plein van de Vrede). Na de van het communisme in Tsjecho-Slowakije kreeg het plein haar huidige naam: Horní náměstí.

## Bezienswaardigheden
Midden op het Horní náměstí staat het Raadhuis van Olomouc met het astronomisch uurwerk. Verder bevinden zich op het plein de Drievuldigheidszuil en de fonteinen Herculesfontein, Caesarfontein en Ariónova kašna. Aan het plein zijn het Edelmannpaleis, Petraschpaleis, Salmův palác, Moravské divadlo en Krajinská lékárna gelegen.

## Galerij

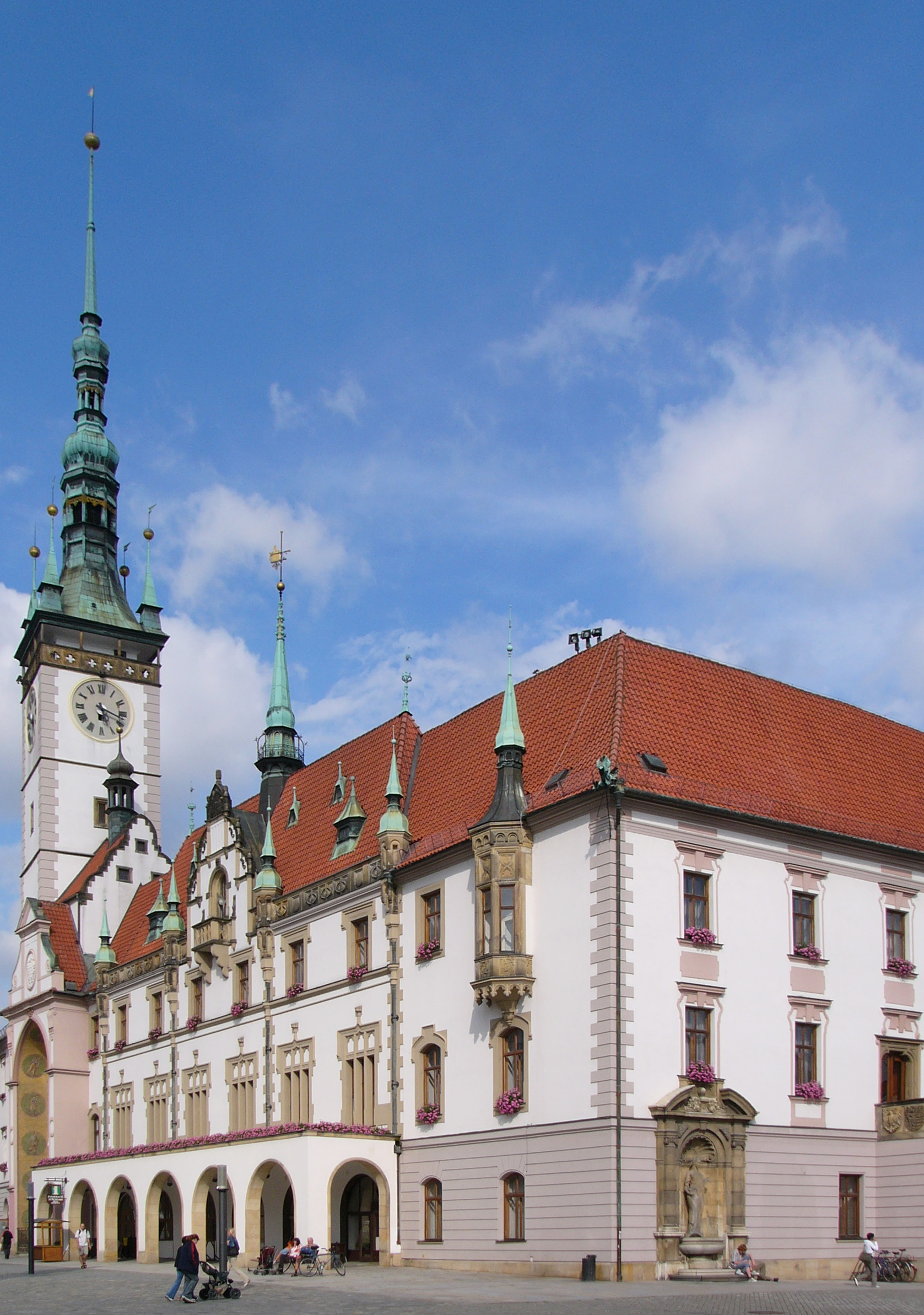
Het stadhuis van Olomouc
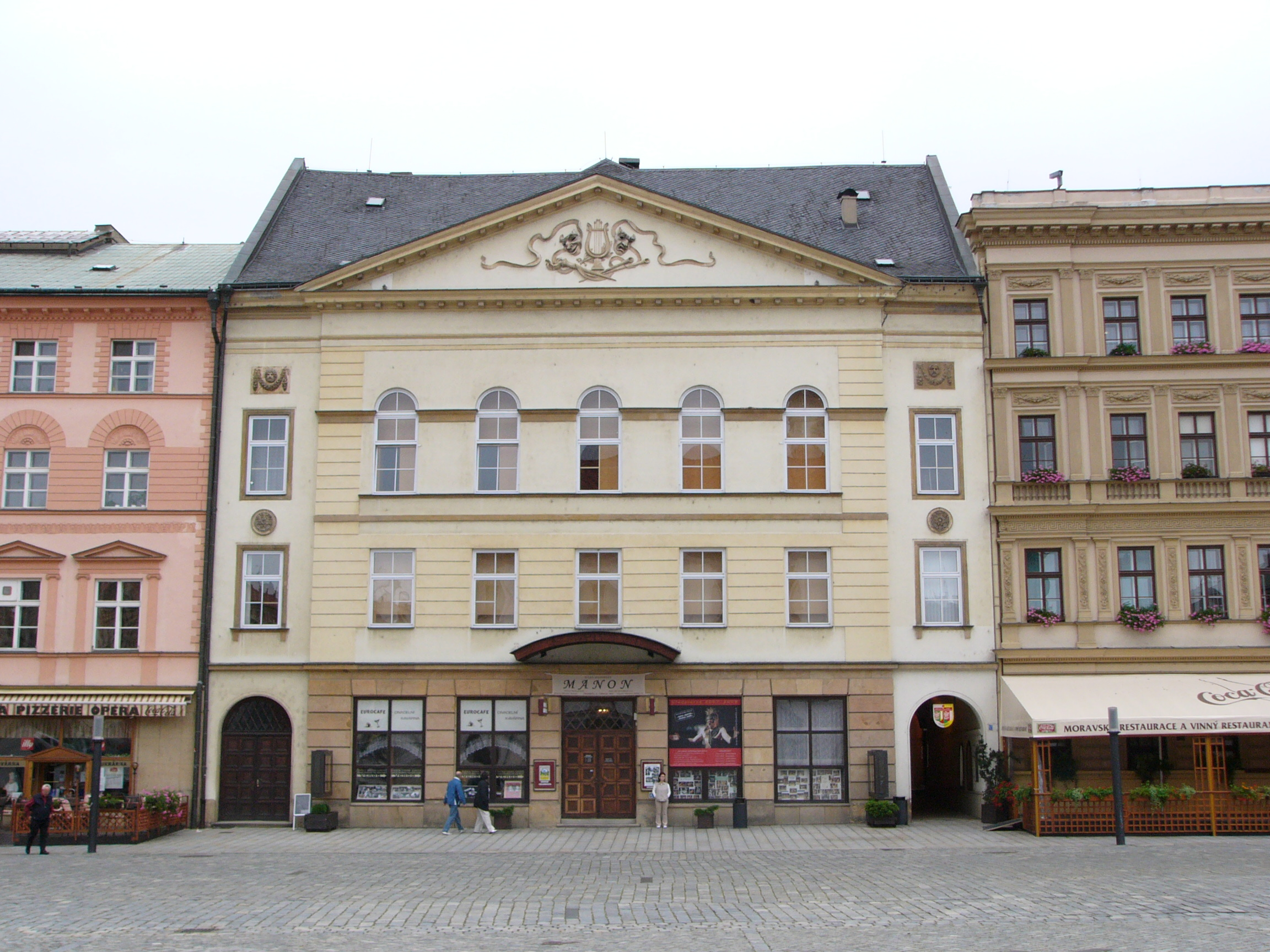
Het Moravské divadlo (Moravisch theater)
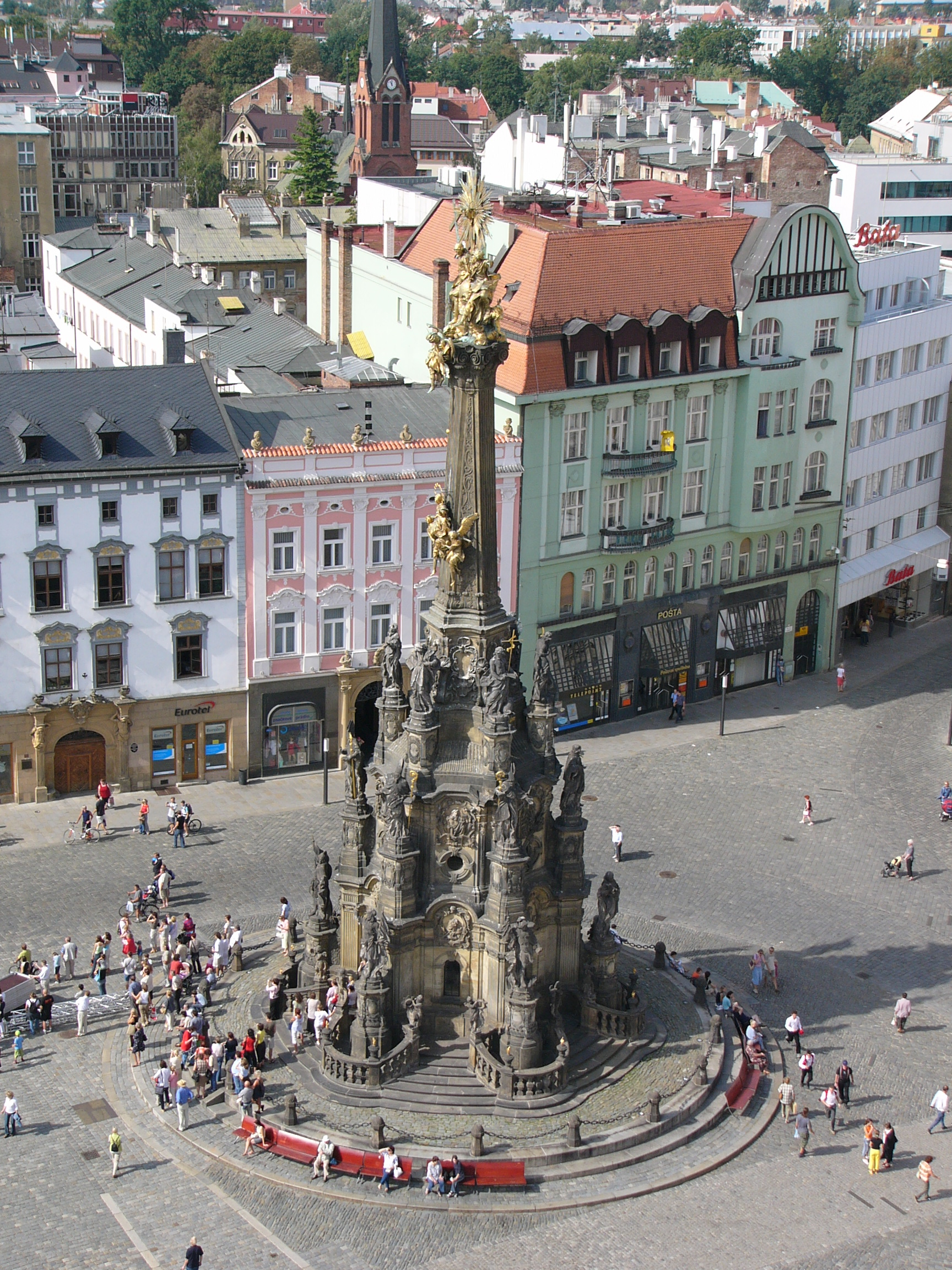
Drievuldigheidszuil
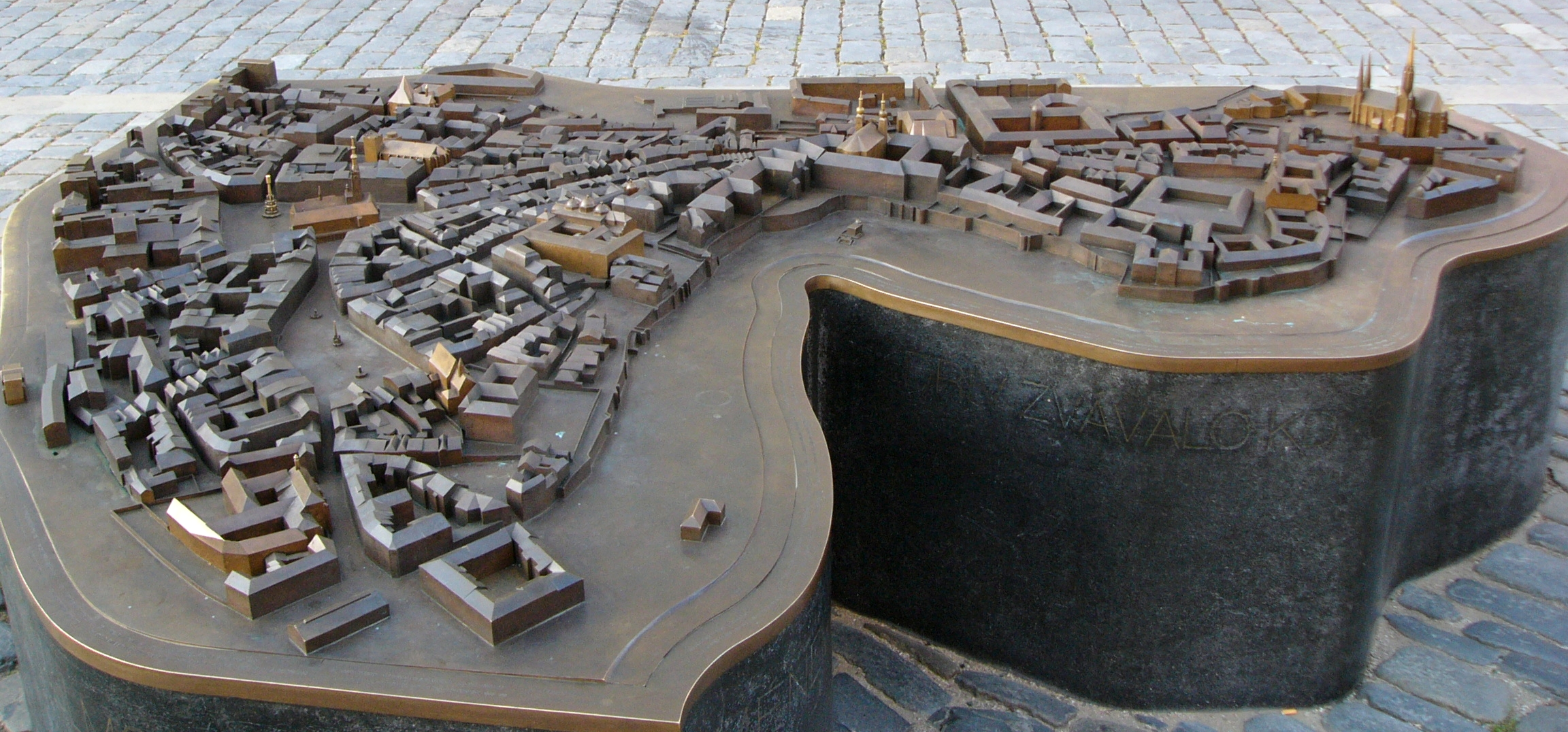
Model van het centrum van Olomouc
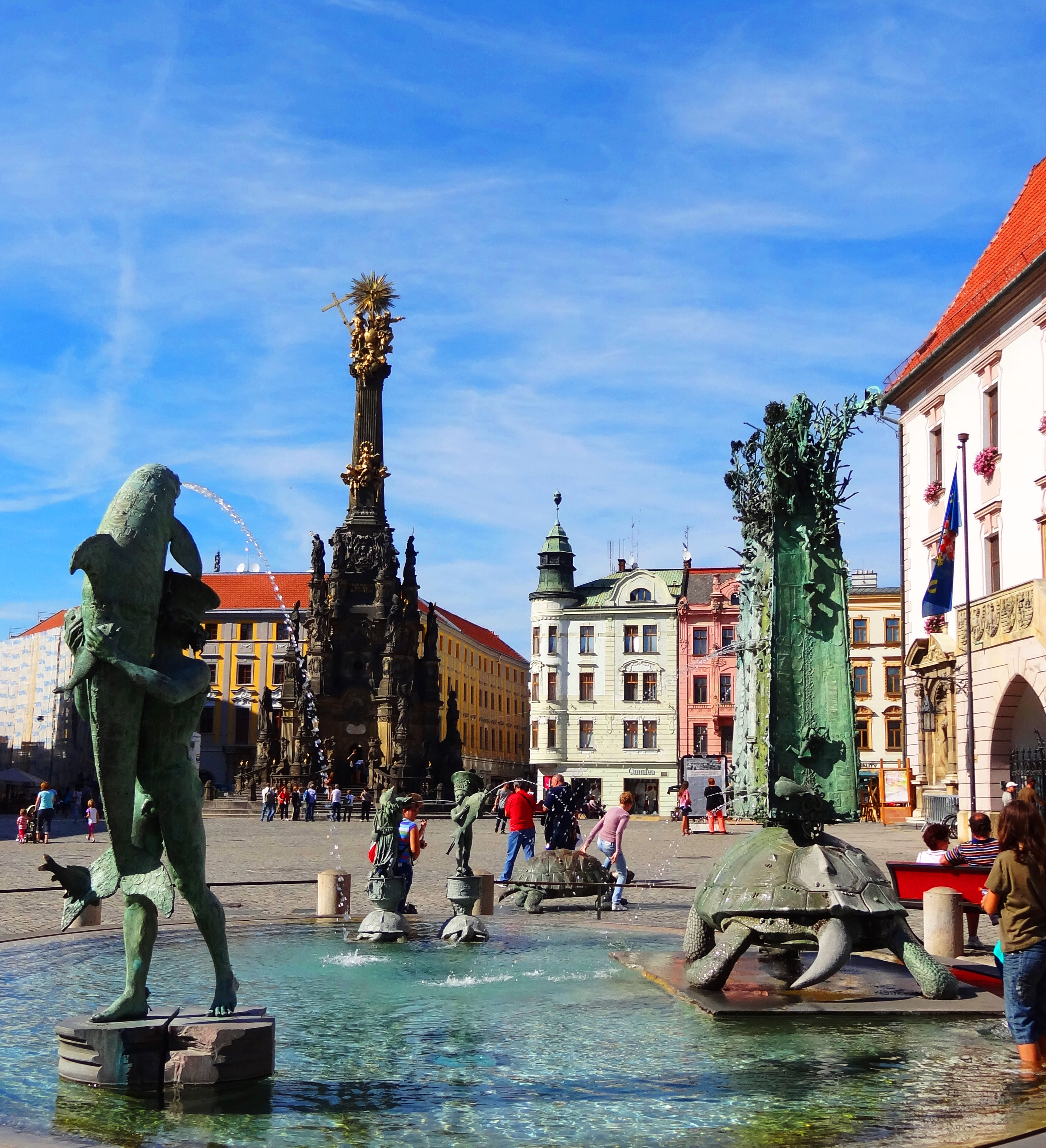
De fontein Ariónova kašna
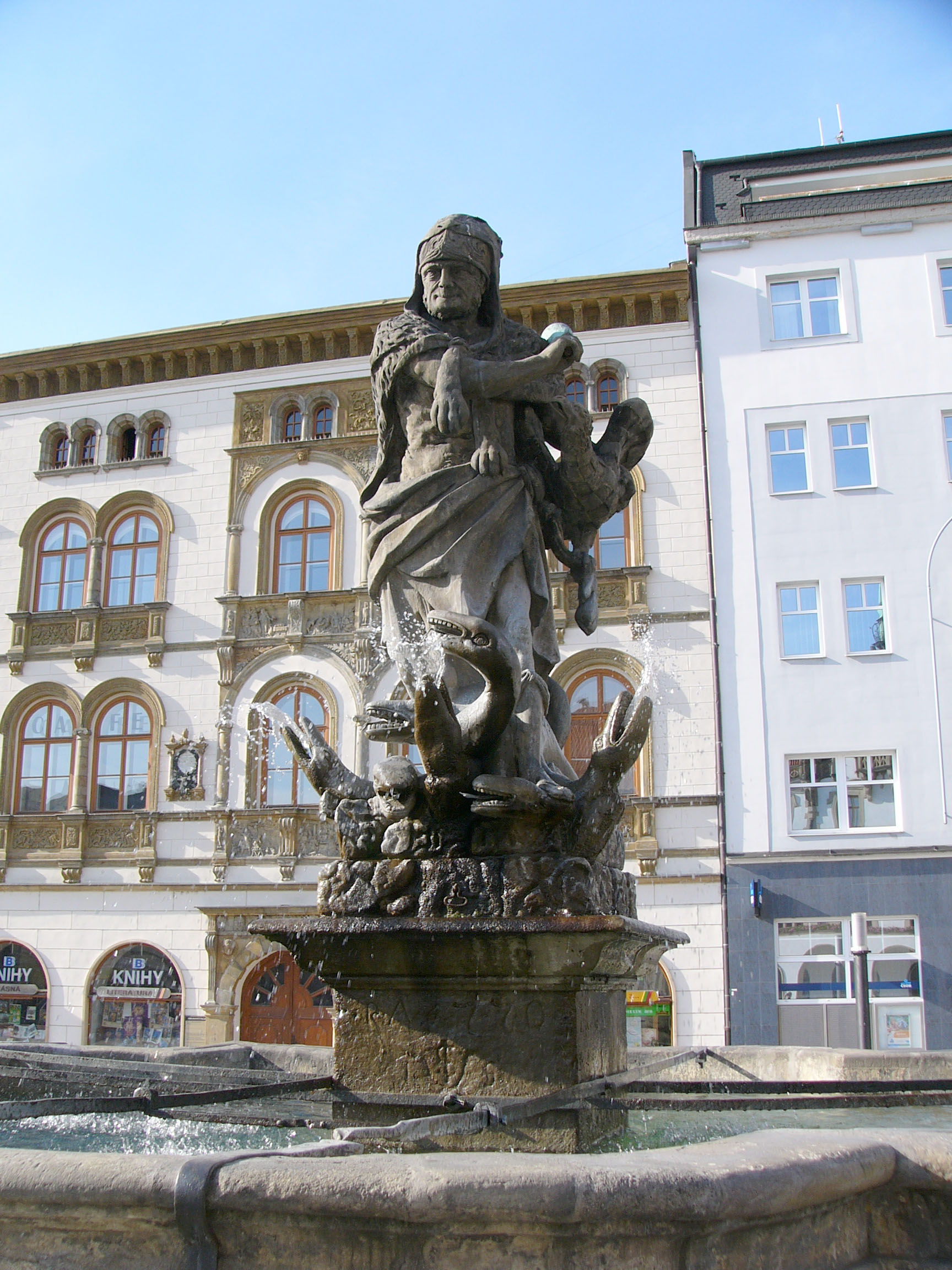
De Herculesfontein met op de achtergrond het Edelmannpaleis
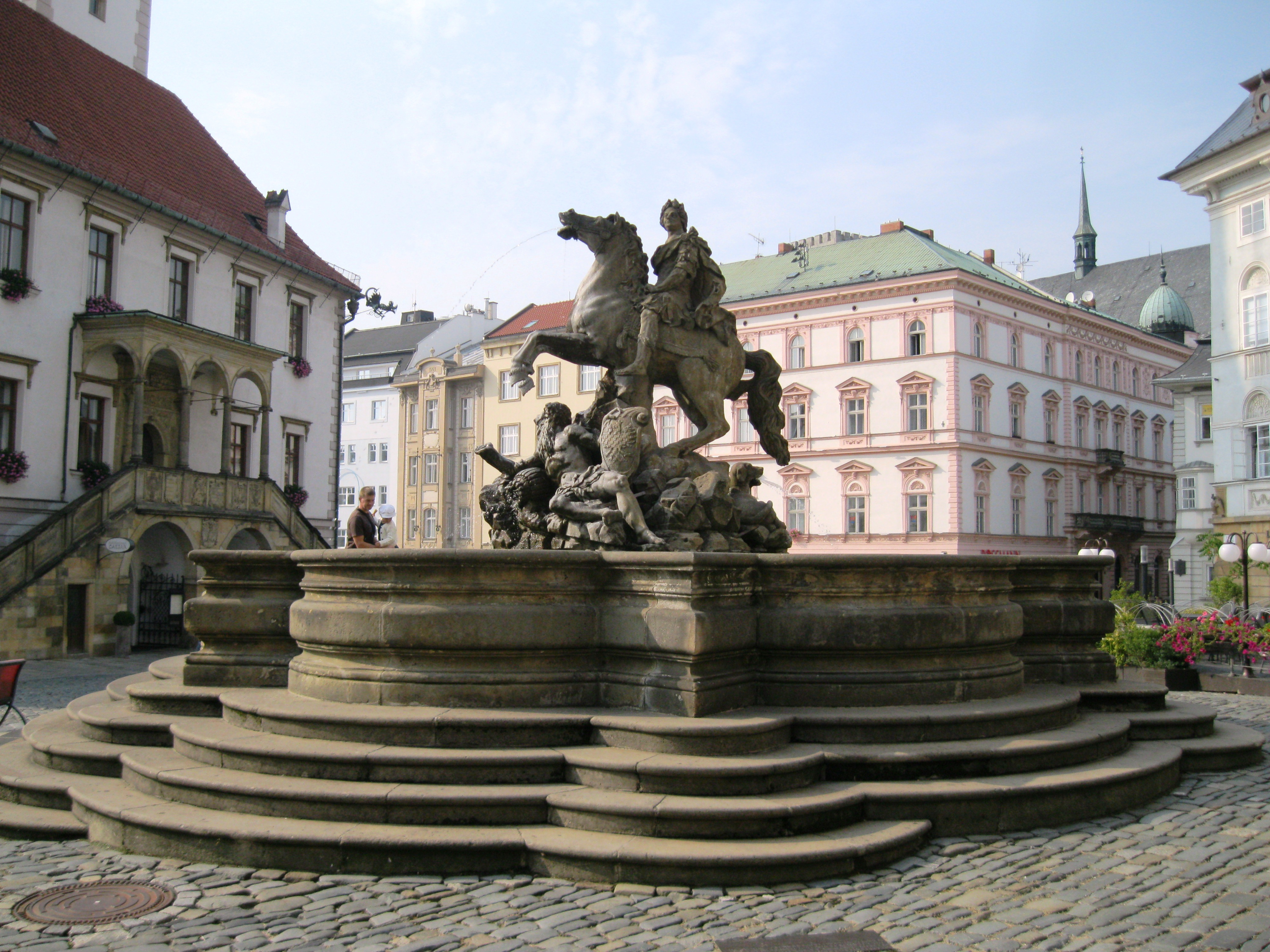
De Caesarfontein
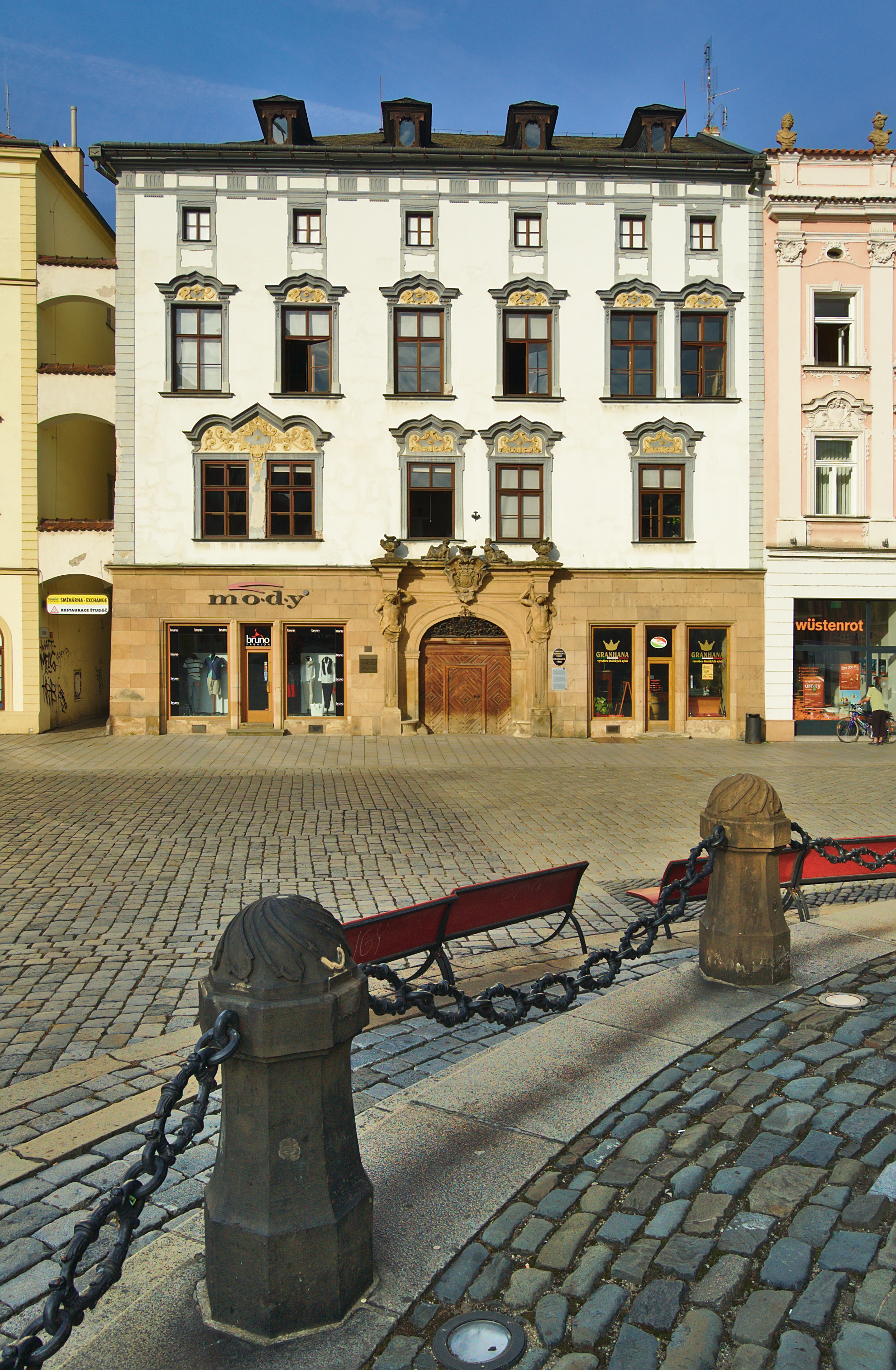
Het paleis Petrášův palác

## Trivia
In tegenstelling tot wat de naam, Horní náměstí (Bovenplein), doet vermoeden ligt het plein, met het hoogste punt 217 meter boven zeeniveau, lager dan het Dolní náměstí (Benedenplein), met het hoogste punt op 220 meter boven zeeniveau.